# Bistum Helsinki (evangelisch-lutherisch)

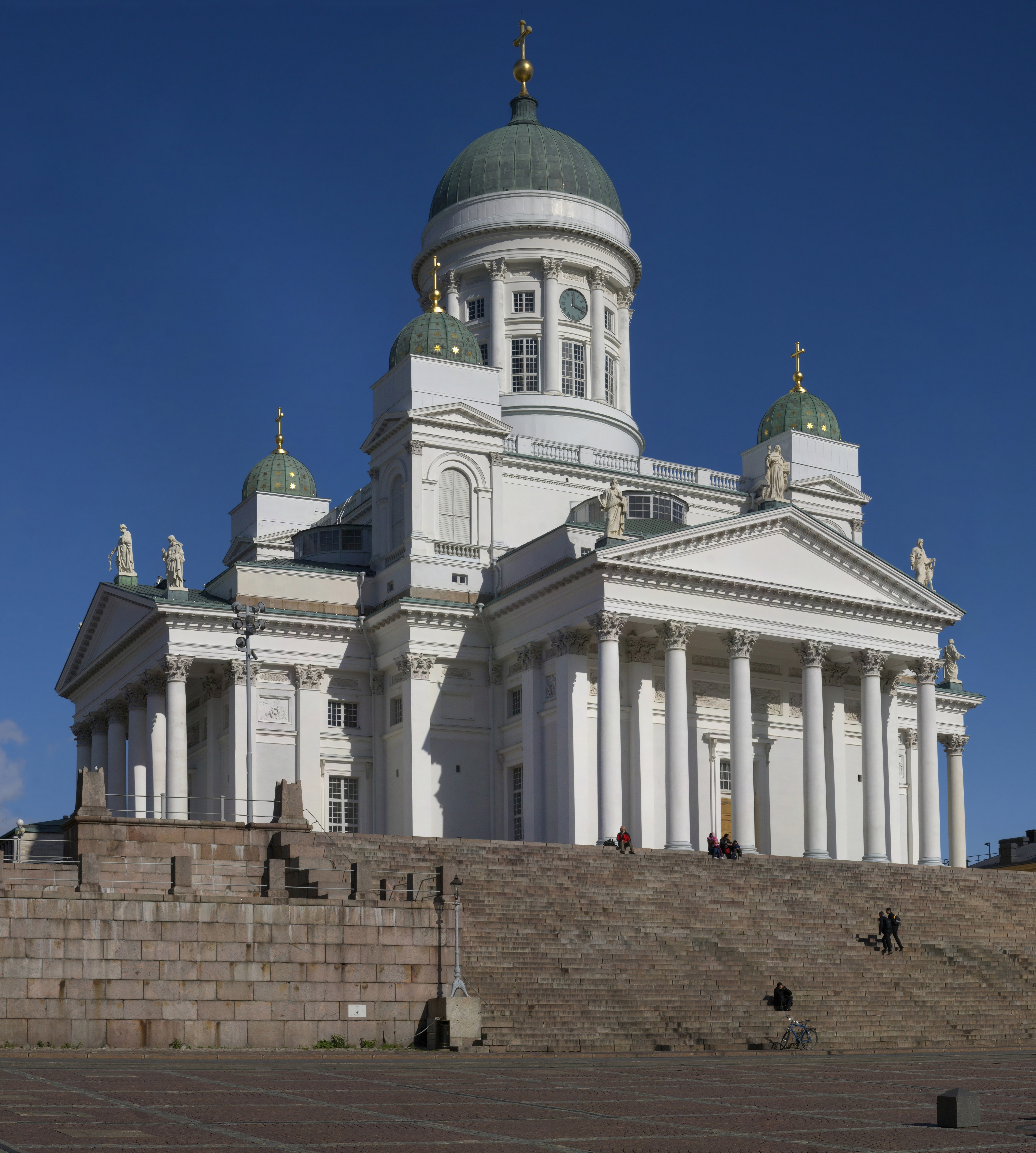
Der lutherische Dom von Helsinki

Das Bistum Helsinki (finnisch Helsingin hiippakunta) ist ein Bistum der Evangelisch-Lutherischen Kirche Finnlands.
Das Bistum ist eines von neun Bistümern der Evangelisch-Lutherischen Kirche Finnlands. Gegründet wurde das Bistum 1959 durch Teilung des Bistums Tampere. 2002 wurde das westliche Gebiet des Bistums abgetrennt und als weiteres Bistum entstand das Bistum Espoo. Das Bistum Helsinki umfasst die finnischsprachigen Kirchengemeinden im östlichen Uusimaa. Bischofssitz ist der Dom von Helsinki.

## Bischöfe
1. Martti Simojoki 1959–1964
2. Aarre Lauha 1964–1972
3. Aimo T. Nikolainen 1972–1982
4. Samuel Lehtonen 1982–1991
5. Eero Huovinen 1991–2010
6. Irja Askola 2010–2017
7. Teemu Laajasalo 2017